# ريو جيرماين
ريو جيرماين (باليابانية: ジャーメイン 良) (مواليد 19 أبريل 1995)، هو لاعب كرة قدم كان يلعب كمهاجم.

## وصلات خارجية
- ريو جيرماين على موقع رابطة كرة القدم اليابانية للمحترفين (اليابانية)
- ريو جيرماين على موقع قاعدة بيانات كرة القدم.إي يو (الإنجليزية)
- ريو جيرماين على موقع Soccerway.com (الإنجليزية)
- ريو جيرماين على موقع عالم كرة القدم.نت (الإنجليزية)